# Marlies Langenbrinck
Marlies Langenbrinck (* 22. August 1941 in Köln, verheiratete Marlies Voit) ist eine deutsche Badmintonspielerin. 

## Karriere
Marlies Langenbrinck wurde 1963 nationale Meisterin in Deutschland, wobei sie im Damendoppel mit Gerda Schumacher erfolgreich war. Ein Jahr später reichte es im gemeinsamen Doppel noch einmal zu Silber. 1964 gewann die für den Kölner FC Blau-Gold startende Langenbrinck mit Bronze im Dameneinzel eine weitere Medaille.

## Sportliche Erfolge
| Saison    | Veranstaltung                | Disziplin   | Platz | Name                                                                        |
| --------- | ---------------------------- | ----------- | ----- | --------------------------------------------------------------------------- |
| 1962/1963 | Deutsche Einzelmeisterschaft | Damendoppel | 1     | Gerda Schumacher / Marlies Langenbrinck (1. DBC Bonn / Kölner FC Blau-Gold) |
| 1963/1964 | Deutsche Einzelmeisterschaft | Damendoppel | 2     | Gerda Schumacher / Marlies Langenbrinck (1. DBC Bonn / Kölner FC Blau-Gold) |
| 1963/1964 | Deutsche Einzelmeisterschaft | Dameneinzel | 3     | Marlies Langenbrinck (Kölner FC Blau-Gold)                                  |